# Együttműködés

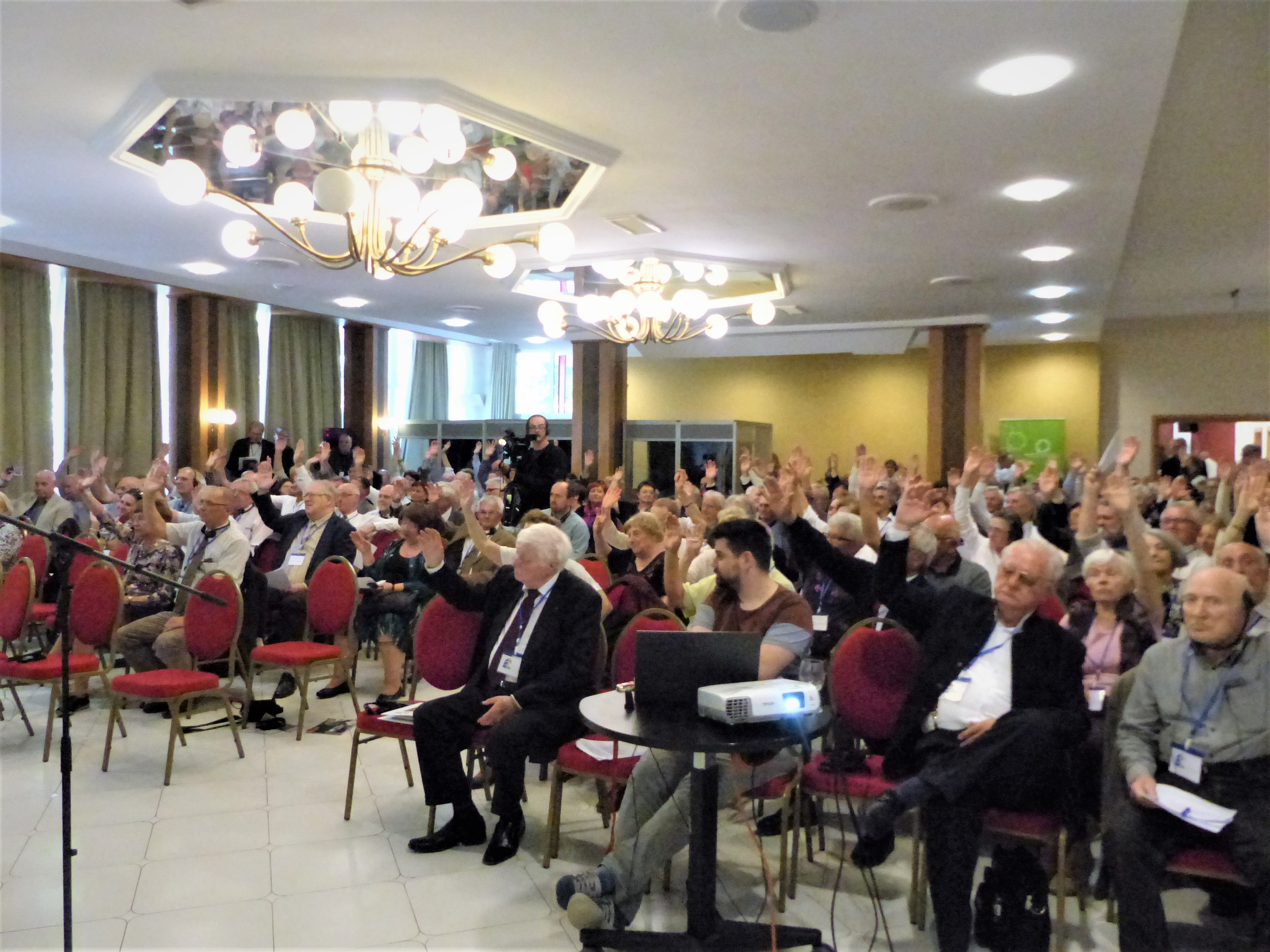
Az Európai Uniós Civil Együttműködési Tanács létrehozása

Az együttműködés olyan folyamat, amelyben két vagy több személy vagy szervezet dolgozik együtt a közös célok elérésének érdekében – például kreatív szellemi jellegű erőfeszítés tudás megosztásával, tanulással és a közös megegyezés fejlődésével. A legtöbb együttműködés igényel vezetést, de a vezetés formája lehet közösségi egy decentralizált és egyenlőségre törekvő csoporton belül. Csapatok könnyebben juthatnak erőforrásokhoz, vívhatnak ki elismerést és díjazást a versenytársakkal szemben. Az együttműködés jelen lehet ellentétes célokért dolgozó résztvevők között is, bár erre az esetre ritkán használják az együttműködés kifejezést.
A strukturált együttműködést ösztönző módszerek önelemzésre bátorítanak a viselkedés és a kommunikáció terén. Ezeknek a módszereknek az a célja, hogy növelje az együttműködésen alapuló problémamegoldásban részt vevő csapat sikerét.
A második világháború óta a rokonértelmű kollaboráció szó nagyon negatív jelentést kapott, mivel olyan személyekre és csoportokra használták, akik segítették az országukat megszálló hatalmakat. Az „együttműködés” viszont inkább többé-kevésbé egyenlő partnerekre vonatkozik, akik együtt dolgoznak, ez pedig nyilvánvalóan nem áll fent, amikor az egyik fél egy megszálló hadsereg, míg a másik a megszállt ország elnyomott lakossága.
A különbségtétel érdekében a kollaboráció kifejezést többnyire egy megszálló hadsereggel való együttműködésre értjük.

## Az együttműködés klasszikus példái
Alábbiakban néhány példa a sikeres együttműködésre irányuló erőfeszítésekről.

### Kereskedelem
A kereskedelem a kommunikációval együtt a történelem előtti időkből származik. Kereskedés az őskori emberek megélhetési forrásai közé tartozott, akik árukat és szolgáltatásokat vásároltak egymástól, amikor még nem volt olyan, mint a mai valuta. Peter Watson a nagyobb távolságot átívelő kereskedelem kezdeteit 150 000 évvel ezelőttre becsülte. A kereskedelem létezésének több oka van. A szakosodás és a munkamegosztás miatt a legtöbb ember a termelés egy kis elemére koncentrálhat, amit elcserél más termékekre. A régiók közötti kereskedelem azért létezik, mert különböző régiók más előnyökkel rendelkeznek bizonyos értékesíthető áru szempontjából, vagy azért, mert a különböző régiók mérete lehetővé teszik tömegtermelés előnyeit. Így a piaci áron történő kereskedés kölcsönösen előnyös mindkét területnek.

### Szervezetek

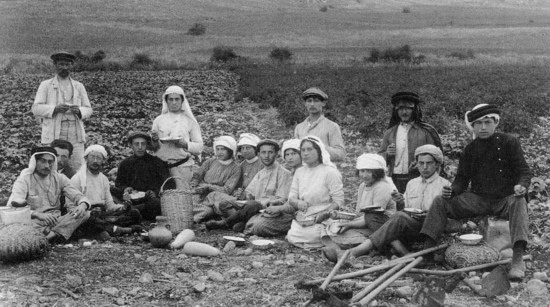
Szervezet és közösség tagjai közötti együttműködés lehetővé teszi a gazdasági és társadalmi haszon növelését

A szervezetek tagjai általában közös társadalmi, politikai vagy szellemi célért szerveződnek. Megosztják az erőforrásaikat és a felelősséget is. Szándékos közösségek közé tartoznak a lakóközösségek, ökofalvak, kommünök, kibucok, ásramok és a lakásszövetkezetek. A szervezetek tagjait tipikusan a közösség már meglévő tagsága választja ki, nem pedig ügynökségek vagy tulajdonosok (ha a föld tulajdonosa nem a közösség).
Hutterite, Ausztria (1500-as évek)
Lakóegységek épültek és egyes családok használatába kerültek, de továbbra is a kolónia tulajdonában maradtak és csak kevés volt a személyes tulajdon. Az étkezések egy közösen használt hosszú termemben történtek,
Oneida közösség, Oneida (New York) (1848)
Az Oneida közösség által gyakorolt kommunalizmus és kölcsönös kritika , ahol a közösség minden tagja kritika tárgyát képezte a bizottság vagy a közösség egésze által a közgyűlésen. A cél a rossz személyiségvonások megszüntetése volt.
Jeruzsálem közelében alakult korai kibuc települések (1890)
A kibuc egy izraeli kollektív közösség. A mozgalom a szocializmust és a cionizmust egyesítette a munka cionizmus formájában egy olyan időszakban, amikor önálló gazdálkodás nem volt praktikus, vagy talán pontosabban, nem volt kivitelezhető. A kibuc tagjai egy tisztán közösségi életmódot fejlesztettek ki, amely felkeltette az érdeklődést az egész világon. Bár a kibucok utópisztikus közösségei több generáción át kitartottak, a legtöbb mai kibuc alig különbözik a tőkés vállalkozásoktól és városoktól, amelyekre eredetileg alternatívát kínáltak.

### Játékelmélet

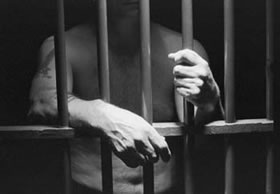
A fogolydilemma egy példa a játékelméletre

A játékelmélet az alkalmazott matematika és a közgazdaságtan egyik ága, amely olyan helyzeteket vizsgál, amikor több játékos hoz döntést a legnagyobb haszon érdekében. Az első játékelméletet tárgyaló dokumentum egy levél, amelyet James Waldegrave, Waldegrave első grófja írt 1713-ban. 1838-ban Antoine Augustin Cournot Researches into the Mathematical Principles of the Theory of Wealth című könyvében építette fel az első általános elméletet. 1928-ig kellett várni, hogy egy elismert, különálló területté váljon a matematikában, amikor Neumann János közzétett egy sor cikket róla. Neumann munkája a játékelmélet terén az 1944-es kiadású The Theory of Games and Economic Behavior (Játék- és gazdasági viselkedéselmélet) című könyvben csúcsosodott ki. 1950-ben megjelentek a fogolydilemma első tárgyalásai, és a RAND társaság kísérletek sorozatába kezdett.

### Katonai-ipari komplexum
A katonai-ipari komplexum kifejezés szoros és szimbiotikus kapcsolatra utal egy-egy nemzet fegyveres erői, az ipar és a kapcsolódó politikai és kereskedelmi érdekei között. Egy ilyen rendszerben a hadsereg függ az ipar támogatásától, míg a hadiipar a kormánytól származó bevételeitől függ.
Skunk works
A „Skunk Works” kifejezést mérnöki és műszaki területeken használják egy szervezeten belül magas szintű autonómiát és akadálymentes bürokráciát élvező csoport megnevezésére, ahol fejlett vagy titkos projekteken dolgoznak. A Lockheed Martin 1943-ban alapított csapata rövid időn belül innovatív repülőgépet fejlesztett ki, még a legelső határidőt is megelőzve 37 nappal. A szervezet alapítóját, Kelly Johnsont „szervező zseninek” tartották, aki tizennégy alapvető működési szabályt használt.
A Manhattan terv
A Manhattan projekt célja az első nukleáris fegyver (atombomba) kifejlesztése volt a második világháború idején az Egyesült Államok, az Egyesült Királyság és Kanada részvételével. Ez kifejezetten a projekt 1941-1946 közti időszakára vonatkozik, amíg az Amerikai Mérnöki Hadtest ellenőrzése alatt állt Leslie R. Groves tábornok irányításával. A tudományos kutatást J. Robert Oppenheimer amerikai fizikus szervezte.
Míg a fent említett személyek nagy hatással voltak magára a projektre, a projekt hatása a szervezett együttműködésre inkább Vannevar Bushnak tulajdonítható Bush lobbizott 1940 elején a Nemzeti Védelmi Kutatási Bizottság létrehozásáért. Az első világháború idején az új technológiák bevezetése területén átélt bürokratikus kudarcok után Bush igyekezett átszervezni az Egyesült Államok tudományos teljesítményét nagyobb sikerek elérésére.
A projekt sikeresen kifejlesztett és bevetett három nukleáris fegyvert 1945-ben: egy kísérleti robbantást egy plutónium bombával július 16-án (a Trinity-teszt) Új-Mexikóban Alamogordo mellett, egy dúsított urán bombát Little Boy kódnévvel augusztus 6-án Hirosima felett, és egy második plutónium bombát Fat Man kódnévvel augusztus 9-én Nagasaki felett.

### Klasszikus zene
Bár viszonylag ritka a populáris zenében elterjedt együttműködésekhez képest, már vannak figyelemre méltó példák klasszikus zeneszerzők együttműködése is. Talán a legismertebb példák:
- Hexameron, Vincenzo Bellini A puritánok című operájának zongorára írt változata. 1837-ben írták és adták elő első alkalommal. A közreműködők Liszt Ferenc, Frédéric Chopin, Carl Czerny, Sisgimond Thalberg, Johann Peter Pixis és Henri Herz voltak.
- A F-A-E Szonáta hegedűre és zongorára írt szonáta, amely ajándékként készült Joachim József hegedűművésznek 1853-ban. A zeneszerzők Albert Dietrich (első tétel), Robert Schumann (második és negyedik tétel), és Johannes Brahms (harmadik tétel) voltak.